# William Henry Fitzhugh Lee
William Henry Fitzhugh Lee, noto anche come Rooney (Roony) Lee o semplicemente con la sigla W.H.F. Lee (Arlington House, 31 maggio 1837 – Ravensworth, 15 ottobre 1891), è stato un generale e politico statunitense.
Era il figlio secondogenito del generale Robert E. Lee e di sua moglie, Mary Anna Custis. Fu un planter, un generale di cavalleria delle armate confederate nel corso della guerra civile americana e successivamente un membro del Congresso degli Stati Uniti per lo stato della Virginia.

## Biografia

### I primi anni
Lee nacque ad Arlington House presso Arlington (Virginia), ed ebbe per nome William Henry Fitzhugh, come lo zio di sua madre. In tenera età, suo padre iniziò a chiamarlo Rooney, soprannome con cui ancora oggi è maggiormente conosciuto, ma anche per differenziarlo da suo cugino Fitzhugh Lee.
Rooney Lee frequentò l'Università di Harvard dove fece amicizia con Henry Adams, il quale poi scrisse della sua relazione con Lee in un capitolo della sua autobiografia, The Education of Henry Adams.

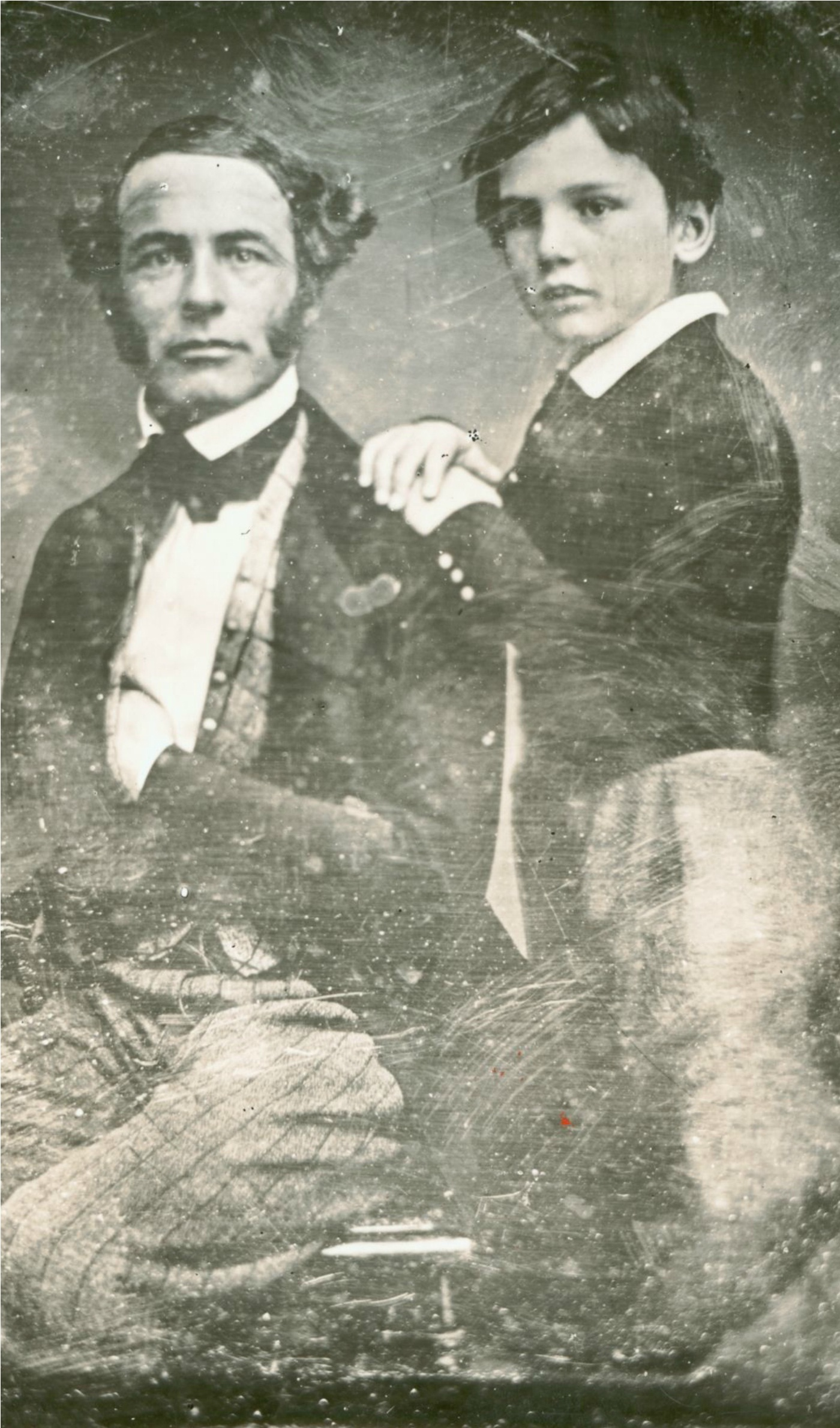
Rooney Lee a circa 8 anni col padre, Robert E. Lee

Lee seguì le orme di suo padre dopo il diploma, entrando nell'esercito degli Stati Uniti nel 1857 come sottotenente. Prestò servizio nel 6º reggimento di cavalleria sotto Albert Sidney Johnston, e prese parte alla Guerra dello Utah contro i mormoni. Nel 1859, diede le dimissioni dall'esercito statunitense per potersi dedicare alla gestione della sua piantagione di White House, a sud del fiume Pamunkey, nella Contea del Nuovo Kent, in Virginia.

### La guerra civile
Con lo scoppio della guerra civile, Lee venne promosso al grado di capitano dell'esercito confederato e poco dopo raggiunse il grado di maggiore. Inizialmente prestò servizio sotto il generale di brigata William Loring nelle montagne della Virginia occidentale durante la Campagna della Virginia occidentale condotta da suo padre. Le forze di Loring vennero trasferite nella bassa valle dello Shenandoah ed al comando di Stonewall Jackson sul finire del 1861, col quale occuparono il villaggio di Romney all'inizio del 1862. Lee venne ben presto assegnato al comando del maggiore generale J.E.B. Stuart, il quale guidò le truppe di cavalleria nell'armata di Joseph E. Johnston nella Virginia settentrionale, nella Campagna della penisola. Dopo essersi unito a Stuart, il reggimento di Rooney Lee prese parte al primo attacco di Stuart contro le armate unioniste, come pure nelle successive Battaglie dei sette giorni attorno a Richmond. In questo periodo, la vicina piantagione di White House che apparteneva a Rooney venne bruciata e suo figlio Robert morì di febbre tifoidea.
Nel corso della campagna della Virginia settentrionale, Rooney ebbe un ruolo chiave nell'attacco di Stuart alla base di rifornimento del generale John Pope a Catlett il 22 agosto 1862, facendo un grande bottino. Il suo reggimento di cavalleria venne assegnato quindi alla brigata del generale di brigata Fitzhugh Lee, suo cugino, per la campagna del Maryland. Dopo la Battaglia di South Mountain, Lee venne colpito alla testa cadendo da cavallo svenuto e non fu in grado di prendere parte alla Battaglia di Antietam. Ripresosi, temporaneamente comandò la cavalleria di Fitzhugh Lee nel raid di Chambersburg sotto il comando di Stuart; la sua condotta lodevole gli valse la promozione a generale di brigata. A questo punto ebbe il comando della 3ª brigata della divisione di cavalleria di Stuart che condusse nella battaglia di Fredericksburg alcune settimane dopo la morte di sua figlia, ancora infante. Nel corso della battaglia di Chancellorsville l'anno successivo, Lee venne distaccato dalla cavalleria di Stuart per occupare una posizione difensiva nel raid di Stoneman del 1863.
All'inizio della campagna di Gettysburg, Lee venne colpito da un proiettile alla coscia a Brandy Station. Trascorse due settimane di tempo a riposo per riprendersi a Hickory Hill, in Virginia, per poi venire catturato dalle forze unioniste. Come prigioniero di guerra, venne inviato a Fort Monroe dove rimase per diversi mesi prima di essere inviato via nave a New York dove rimase sino al 25 febbraio 1864 quando venne scambiato col generale di brigata unionista Neal S. Dow.
Nell'aprile del 1864, Lee venne promosso al grado di maggiore generale e comandò una divisione di cavalleria nelle battaglia di Wilderness, Todd's Tavern, Spotsylvania Court House e North Anna nella campagna terrestre. Con la morte di Jeb Stuart, il ruolo di Rooney Lee fu ancora più importante. La divisione di cavalleria di Lee venne incaricata di controllare l'ala desta delle linee confederate all'assedio di Petersburg, difendendola dal raid Wilson-Kautz nelle battaglie di Staunton River Bridge, Sappony Church e nella prima battaglia di Ream's Station. La sua divisione venne quindi inviata a nord per aiutare la difesa di Richmond durante la Seconda battaglia di Deep Bottom, per poi porsi a supporto del generale Wade Hampton III nel suo Beefsteak Raid, e poi tornare a Petersburg per la Battaglia di Boydton Plank Road.
Sul finire dell'anno, Rooney Lee era ormai divenuto il secondo in comando generale della cavalleria confederata in Virginia; il generale Hampton era stato trasferito nella Carolina del Sud alla ricerca di nuove truppe ed il cugino di Lee, Fitzhugh, era stato promosso generale comandante. La divisione di cavalleria di Lee supervisionò l'evacuazione di Petersburg da parte dei confederati, prendendo parte alla Battaglia di Namozine Church nel corso della campagna di Appomattox. Si arrese col padre alla Appomattox Court House assieme ad altri 300 tra ufficiali e uomini della truppa, un decimo di quanti ne disponeva nella campagna di Petersburg.

### La carriera postbellica
Lee tornò alla piantagione di White House e si dedicò all'attività dei campi dopo la guerra. Suo fratello minore Rob viveva nella vicina piantagione di Romancoke, nella Contea di re Guglielmo.
Dopo la morte della loro madre nel 1873, Rooney ereditò la piantagione di Ravensworth, l'antica proprietà di famiglia dei Fitzhugh (presso l'attuale cittadina di Springfield) nella contea di Fairfax con 2.28 km² acri di terra. Spostò successivamente la sua famiglia in questo posto da White House.
Nel 1875 Rooney venne eletto al senato della Virginia, prestandovi servizio sino al 1878. Venne eletto nelle file dei democratici nella camera dei rappresentanti dove rimase dal 1887 sino alla propria morte, avvenuta nella tenuta di Ravensworth nel 1891. Venne sepolto nella Lee Chapel della Washington and Lee University a Lexington (Virginia), assieme ai suoi genitori, fratelli e sorelle.

## Matrimonio e figli
Lee si sposò due volte: la prima volta nel 1859 con Charlotte Georgiana Wickham, figlia di George e di Charlotte Carter Wickham nonché discendente di John Wickham. La coppia ebbe due figli, Robert Edward Lee (11 marzo 1860 - 30 giugno 1862) e Charlotte Carter Lee (19 ottobre 1862 - 6 dicembre 1862). Charlotte Carter Wickham morì il 26 dicembre 1863.
Il 28 novembre 1867 si risposò con Mary Tabb Bolling. La coppia ebbe due figli, entrambi sopravvissuti alla maggiore età: Robert Edward Lee III (n. 11 febbraio 1869 a Petersburg), e George Bolling Lee (n. 30 agosto 1872 a Lexington).
La madre di Lee, Mary Anna Randolph Custis, era l'unica figlia sopravvissuta di George Washington Parke Custis e di Mary Lee Fitzhugh. George era nipote di Martha Dandridge e nipote adottivo del presidente George Washington.
Lee era inoltre discendente di Carlo II d'Inghilterra attraverso Lady Charlotte Lee (nipote di Barbara Villiers), la quale aveva sposato il IV barone Baltimore, ed era probabilmente anche discendente di Giorgio I attraverso Benedict Swingate Calvert (nipote di Lady Charlotte Lee), figlio illegittimo del V barone Baltimore e di madre sconosciuta, ma probabilmente questa fu Melusina von der Schulenburg, figlia illegittima del sovrano.

## Albero genealogico
|                                |                   |                     | Genitori                  |  |  | Nonni |  |  | Bisnonni     |  |  | Trisnonni   |  |
|                                |                   |                     |                           |  |  |       |  |  | Henry Lee II |  |  | Henry Lee I |  |
|                                |                   |                     |                           |  |  |       |  |  | Henry Lee II |  |  | Henry Lee I |  |
|                                |                   | Mary Bland          |                           |  |  |       |  |  | Henry Lee II |  |  |             |  |
| Henry Lee III                  |                   |                     |                           |  |  |       |  |  | Henry Lee II |  |  |             |  |
|                                |                   | Lucy Grymes         | Charles Grymes            |  |  |       |  |  |              |  |  |             |  |
|                                |                   | Lucy Grymes         | Charles Grymes            |  |  |       |  |  |              |  |  |             |  |
|                                |                   | Lucy Grymes         | Frances Jennings          |  |  |       |  |  |              |  |  |             |  |
| Robert E. Lee                  |                   | Lucy Grymes         |                           |  |  |       |  |  |              |  |  |             |  |
|                                |                   | Charles Carter      | John Carter               |  |  |       |  |  |              |  |  |             |  |
|                                |                   | Charles Carter      | John Carter               |  |  |       |  |  |              |  |  |             |  |
|                                |                   | Charles Carter      | Elizabeth Hill            |  |  |       |  |  |              |  |  |             |  |
| Anne Hill Carter               |                   | Charles Carter      |                           |  |  |       |  |  |              |  |  |             |  |
|                                |                   | Ann Butler Moore    | Bernard Moore             |  |  |       |  |  |              |  |  |             |  |
|                                |                   | Ann Butler Moore    | Bernard Moore             |  |  |       |  |  |              |  |  |             |  |
|                                |                   | Ann Butler Moore    | Anne Catherine Spotswood  |  |  |       |  |  |              |  |  |             |  |
| William Henry Fitzhugh Lee     |                   | Ann Butler Moore    |                           |  |  |       |  |  |              |  |  |             |  |
|                                | John Parke Custis | Daniel Parke Custis |                           |  |  |       |  |  |              |  |  |             |  |
|                                | John Parke Custis | Daniel Parke Custis |                           |  |  |       |  |  |              |  |  |             |  |
|                                | John Parke Custis | Martha Dandridge    |                           |  |  |       |  |  |              |  |  |             |  |
| George Washington Parke Custis | John Parke Custis |                     |                           |  |  |       |  |  |              |  |  |             |  |
|                                |                   | Eleanor Calvert     | Benedict Swingate Calvert |  |  |       |  |  |              |  |  |             |  |
|                                |                   | Eleanor Calvert     | Benedict Swingate Calvert |  |  |       |  |  |              |  |  |             |  |
|                                |                   | Eleanor Calvert     | Elizabeth Calvert Butler  |  |  |       |  |  |              |  |  |             |  |
| Mary Anna Randolph Custis      |                   | Eleanor Calvert     |                           |  |  |       |  |  |              |  |  |             |  |
|                                |                   | William Fitzhugh    | Henry Fitzhugh            |  |  |       |  |  |              |  |  |             |  |
|                                |                   | William Fitzhugh    | Henry Fitzhugh            |  |  |       |  |  |              |  |  |             |  |
|                                |                   | William Fitzhugh    | Lucy Carter               |  |  |       |  |  |              |  |  |             |  |
| Mary Lee Fitzhugh              |                   | William Fitzhugh    |                           |  |  |       |  |  |              |  |  |             |  |
|                                |                   | Anne Randolph       | Peter Randolph            |  |  |       |  |  |              |  |  |             |  |
|                                |                   | Anne Randolph       | Peter Randolph            |  |  |       |  |  |              |  |  |             |  |
|                                |                   | Anne Randolph       | Lucy Bolling              |  |  |       |  |  |              |  |  |             |  |
|                                |                   | Anne Randolph       |                           |  |  |       |  |  |              |  |  |             |  |